# Polissons et galipettes
«Polissons et galipettes» (título español: «Golfos y picardías de antaño») es una película francesa de 2002 del director Michel Reilhac. Se trata de una selección de trece cortometrajes pornográficos anónimos realizados entre 1905 y 1930.

## Comentario
Una colección de más de 300 cortometrajes pornográficos había sido descubierta recientemente. Eran franceses en su mayoría y, en la época en la que fueron realizados, se proyectaban en burdeles.

## Fechas de estreno
La película fue estrenada en Francia en 2002, y, al año siguiente, en Estados Unidos con el título The Good Old Naughty Days.